# Club Deportivo Alfonso Ugarte
Il Club Deportivo Alfonso Ugarte è una società calcistica peruviana con sede nella città di Puno. Milita nella Copa Perú, la terza divisione del campionato peruviano di calcio. La squadra deve il suo nome ad Alfonso Ugarte comandante militare peruviano eroe della Guerra del Pacifico (1879-1884).

## Storia
Il club è stato fondato nel 1928 con il nome di Unión Obrera, dopo tre anni il nome della squadra è stato cambiato in Estrella Roja e solo a partire dal 7 giugno 1936 ha assunto l'attuale denominazione.
Dopo aver giocato in vari tornei a livello regionale, nel 1974 la squadra è stata promossa nella massima serie per decisione della federazione nazionale a seguito dell'ampliamento del campionato da 18 a 22 squadre.
Il risultato migliore nella storia del club è stato il secondo posto raggiunto nel campionato nazionale del 1975, posizione che ha permesso alla squadra di partecipare alla Coppa Libertadores 1976. Nel corso della manifestazione continentale il club ha affrontato l'Alianza Lima (0-0, 0-0), l'Indipendiente Santa Fe (2-2, 2-1) e i Millonarios (0-4, 1-1), giungendo al terzo posto del girone eliminatorio con 6 punti in altrettante gare.
A partire dal 1974 sino al 1991 l'Alfonso Ugarte ha preso regolarmente parte al Campeonato Descentralizado, con l'eccezione di alcune edizioni in cui non ha centrato la qualificazione al campionato nazionale dopo la fase di qualificazione su base regionale. Nel 1992, a seguito di una nuova riforma dei campionati, il Descentralizado è stato ridotto a 16 squadre con l'abolizione della prima fase di qualificazione a livello regionale, di conseguenza il club è stato escluso. A partire dal 1993 la squadra ha giocato nelle divisioni della regione di Puno che compongono la Copa Perú che all'epoca svolgeva la funzione di secondo livello nazionale per tutte le squadre esterne alla regione e alla provincia di Lima.
Nella stagione 2006 l'Alfonso Ugarte ha acquisito il diritto a partecipare alla Segunda División (che da quell'anno è stata aperta anche alle squadre di altre regioni) in sostituzione dell'Atlético Universidad Nacional, durante la stagione ha disputato le gare di campionato nella città di Arequipa, sede del club di cui ha preso il posto. L'anno successivo, piazzandosi all'ultimo posto della classifica, è stato nuovamente retrocesso.
Nel 2012 la squadra ha raggiunto la finale della Copa Perú venendo sconfitta nel doppio confronto dall'Universidad Técnica de Cajamarca. In base al regolamento della manifestazione l'Alfonso Ugarte ha ottenuto la promozione nella Segunda División dalla quale mancava dal 2007.

## Società

### Organigramma societario[12]
- Roger Saya Tapara - Presidente
- Percy Saya Tapara - Vicepresidente
- Avv. Claudio Peralta - Segretario
- Avv. Norma Saya Tapara - Direttore Generale
- Richard Muñoz - Direttore Sportivo
- Ronald Vasquez - Amm. Delegato

## Palmarès

### Altri piazzamenti
- Campionato peruviano:

Secondo posto: 1975
- Segunda División:

Secondo posto: 2013